# سیراکایالار (بایبورد)
سیراکایالار {{ترکی|Sırakayalar) (به ارمنی: Չթընոս) (به کردی: Çitanos) یک منطقهٔ مسکونی در ترکیه است که در بایبورد واقع شده‌است. سیراکایالار ۱۴۲ نفر جمعیت دارد.